# Prealpi Giulie Settentrionali
Prealpi Giulie Settentrionali este o arie protejată (arie specială de conservare — SAC, sit de importanță comunitară — SCI) din Italia întinsă pe o suprafață de 9.592 ha, integral pe uscat.

## Localizare
Centrul sitului Prealpi Giulie Settentrionali este situat la coordonatele 46°21′07″N 13°13′13″E / 46.3519°N 13.2203°E.

## Înființare
Situl Prealpi Giulie Settentrionali a fost declarat sit de importanță comunitară în septembrie 1995 pentru a proteja 4 specii de plante și 34 de specii de animale. Situl a fost protejat și ca arie specială de conservare în octombrie 2013.

## Biodiversitate
Situată în ecoregiunea alpină, aria protejată conține 22 de habitate naturale: Tufărișuri cu Pinus mugo și Rhododendron hirsutum (Mugo-Rhododendretum hirsuti), Pajiști alpine și boreale, Liziere de ierburi înalte hidrofile de câmpie și de nivel montan până la alpin, Păduri pe pante, grohotișuri și ravene de Tilio-Acerion, Tufărișuri subarctice cu Salix spp., Peșteri inaccesibile publicului, Formațiuni ierboase bogate în specii de Nardus, dezvoltate pe substraturi silicioase în zone montane (și în zone submontane, în Europa continentală), Grohotișuri calcaroase și de șisturi calcaroase de la nivelul montan până la nivelul alpin (Thlaspietea rotundifolii), Ghețari permanenți, Păduri alpine de Larix decidua și/sau Pinus cembra, Fânețe de joasă altitudine (Alopecurus pratensis, Sanguisorba officinalis), Păduri acidofile de Picea de la nivel montan la nivel alpin (Vaccinio-Piceetea), Pajiști uscate din regiunea submediteraneeană estică (Scorzoneratalia villosae), Pajiști alpine și subalpine calcaroase, Grohotișuri termofile și vest-mediteraneene, Formațiuni de Juniperus communis pe lande sau pajiști calcaroase, Păduri ilirice de Fagus sylvatica (Aremonio-Fagion), Râuri de munte și vegetația lor lemnoasă cu Salix elaeagnos, Râuri de munte și vegetația erbacee de pe malurile acestora, Pante stâncoase calcaroase cu vegetație casmofită, Lespezi calcaroase, Păduri de pin (sub-) mediteraneene cu pini negri endemici.
La baza desemnării sitului se află mai multe specii protejate:
- plante (4): clopțelul cu frunze de crin (Adenophora lilifolia), Campanula zoysii, Eryngium alpinum, Gladiolus palustris
- păsări (20): minunița (Aegolius funereus), potârnichea de stâncă (Alectoris graeca saxatilis), acvilă de munte (Aquila chrysaetos), cocoșul de mesteacăn (Bonasa bonasia), buha (Bubo bubo), caprimulg (Caprimulgus europaeus), șerpar (Circaetus gallicus), cristeiul de câmp (Crex crex), ciocănitoare neagră (Dryocopus martius), șoim călător (Falco peregrinus), ciuvică (Glaucidium passerinum), zăgan (Gypaetus barbatus), vulturul pleșuv sur (Gyps fulvus), Lagopus muta helvetica, sfrâncioc roșiatic (Lanius collurio), Lyrurus tetrix tetrix, viespar (Pernis apivorus), ciocănitoare verzuie (Picus canus), huhurezul mic (Strix uralensis),  cocoș de munte (Tetrao urogallus)
- amfibieni (1): izvoraș-cu-burta-galbenă (Bombina variegata)
- mamifere (4): râs eurasiatic (Lynx lynx), liliacul mare cu potcoavă (Rhinolophus ferrumequinum), liliacul mic cu potcoavă (Rhinolophus hipposideros), urs brun (Ursus arctos)
- nevertebrate (7): Austropotamobius pallipes, croitorul mare al stejarului (Cerambyx cerdo), erebia calcarius (Erebia calcaria), fluturele auriu (Euphydryas aurinia), Euplagia quadripunctaria, rădașcă (Lucanus cervus), Rosalia alpina
- pești (2): zglăvoacă (Cottus gobio), Salmo marmoratus

Pe lângă speciile protejate, pe teritoriul sitului au mai fost identificate 16 specii de plante, 5 specii de amfibieni, 11 specii de mamifere, 9 specii de nevertebrate, 11 specii de reptile.